# Да Силва, Эдгар Бруно
Эдгар Бруно да Силва (порт.-браз. Edgar Bruno da Silva; родился 3 января 1987 года, Сан-Карлус, штат Сан-Паулу) — бразильский футболист, нападающий клуба «Тэгу».

## Футбольная карьера
Эдгар начал футбольную карьеру в 2006 году в «Сан-Паулу». Так же выступал в аренде в клубе
Серии C «Жоинвиль».
В январе 2007 года Эдгар перешёл в португальский «Бейра-Мар», но 4 гола забитые им за клуб, не спасли «Бейра-Мар» от вылета в Лигу Онра. В 2007 году в летнее трансферное окно Эдгар был куплен «Порту», но сыграв всего два матча, зимой 2008 года был отдан в аренду в «Академику».
В июле 2008 года был отдан в аренду в белградский клуб «Црвена Звезда» на год, но сыграв всего полгода, он был освобождён «Порту» и вернулся в Бразилию, где стал выступать за «Васко да Гама».
В августе 2009 года Эдгар был арендован «Насьоналом» на место Нене — лучшего бомбардира чемпионата Португалии 2008/09. Эдгар хорошо начал чемпионат 2009/10 в составе нового клуба. В первых турах он дважды отличился в дерби против «Маритиму» (2:1) и сделал хет-трик в матче против «Лейшойнша» (4:3). За сезон он сыграл в 24 матчах чемпионата Португалии и забил 12 голов, 5 матчей в Лиге Европы и забил один гол в домашнем матче «Атлетику» (Бильбао).
В июле 2010 года Эдгар перешёл в «Виторию» (Гимарайнш). Дебют за «Виторию» состоялся 16 августа того же года против «Ольяненсе» — 0:0. Первый гол был забит 10 сентября в домашнем матче против «Бенфики» — 2:1.
В июле 2012 года Эдгар подписал контракт с дубайским клубом «Аль-Шабаб» сроком на 1 год.